# Atractomorpha
Atractomorpha is een geslacht van rechtvleugeligen uit de familie Pyrgomorphidae. De wetenschappelijke naam van dit geslacht is voor het eerst geldig gepubliceerd in 1862 door Saussure.

## Soorten
Het geslacht Atractomorpha omvat de volgende soorten:
- Atractomorpha aberrans Karsch, 1888
- Atractomorpha acutipennis Guérin-Méneville, 1844
- Atractomorpha angusta Karsch, 1888
- Atractomorpha australis Rehn, 1907
- Atractomorpha burri Bolívar, 1905
- Atractomorpha crenaticeps Blanchard, 1853
- Atractomorpha crenulata Fabricius, 1793
- Atractomorpha dubia Wang, Xiangyu, He & Mu, 1995
- Atractomorpha fuscipennis Liang, 1988
- Atractomorpha himalayica Bolívar, 1905
- Atractomorpha hypoestes Key & Kevan, 1980
- Atractomorpha lata Mochulsky, 1866
- Atractomorpha melanostriga Bi, 1981
- Atractomorpha micropenna Zheng, 1992
- Atractomorpha nigripennis Zheng, 2000
- Atractomorpha occidentalis Kevan & Chen, 1969
- Atractomorpha orientalis Kevan & Chen, 1969
- Atractomorpha peregrina Bi & Xia, 1981
- Atractomorpha psittacina Haan, 1842
- Atractomorpha rhodoptera Karsch, 1888
- Atractomorpha rufopunctata Bolívar, 1894
- Atractomorpha sagittaris Bi & Xia, 1981
- Atractomorpha similis Bolívar, 1884
- Atractomorpha sinensis Bolívar, 1905
- Atractomorpha suzhouensis Bi & Xia, 1981
- Atractomorpha taiwanensis Yin & Shi, 2007
- Atractomorpha yunnanensis Bi & Xia, 1981